# Karli
Karli ist eine Stadt in Indien. Sie liegt an der Straße von Mumbai nach Pune. Nächste Nachbarstädte sind Kolwadi Kotamdara im Norden, Lonavla im Westen, Malavli im Süden und Kamshet im Osten.
Bei Touristen ist die Stadt vor allem für ihre Klosteranlage Karla Caves bekannt.
Im Ersten Marathenkrieg wurde hier eine Schlacht zwischen britischen und marathischen Streitkräften ausgefochten.